# Paul Hermberg (Wirtschaftswissenschaftler)
Paul Gustav August Hermberg, seit 1918 Ritter von Hermberg (* 16. März 1888 in Münsterdorf; † 24. Januar 1969 in Berkeley) war ein deutscher Sozial- und Wirtschaftswissenschaftler.

## Leben
Er war der Sohn des Pastors Franz Hermberg und dessen Ehefrau Elisabeth, geborene Götsche. Nach Absolvierung des Humanistischen Gymnasiums in Glückstadt studierte Hermberg einige Semester Geschichte und Philosophie zunächst in München und ab 1909 in Kiel Nationalökonomie und Statistik. Dort promovierte er am 5. Juli 1913. Anschließend war er als Privatdozent und als Assistent am Weltwirtschaftsinstitut tätig.
Ab Oktober 1912 hatte Hermberg seinen Einjährigen Dienst beim 10. Feldartillerie-Regiment der Bayerischen Armee abgeleistet und war anschließend zur Reserve entlassen worden. Mit Ausbruch des Ersten Weltkriegs wurde er eingezogen und kam mit der 3. Batterie seines Regiments zunächst bei den Grenzgefechten und der Schlacht in Lothringen zum Einsatz. Als Leutnant der Reserve folgte Ende des Jahres seine Versetzung zum 9. Feldartillerie-Regiment, mit dem er in Stellungskämpfen an der Westfront lag. Vom Mitte Oktober 1916 bis Anfang 1917 war Hermberg zum stellvertretenden Generalstab nach Berlin kommandiert. Im Sommer 1917 kehrte er zu seinem Regiment an die Front zurück und wurde im Februar 1918 in das Reserve-Feldartillerie-Regiment 9 versetzt. Als Führer der 3. Batterie und seit 13. März 1918 Oberleutnant der Reserve, gelang ihm in der Schlacht bei Armentières durch einen aus eigenem Entschluss vorgetragenen Angriff ohne eigene Verluste die Zerstörung eines britischen Maschinengewehrstützpunktes am Übergang der Lys. Dadurch war es deutschen Truppen ermöglicht, ihre Angriffsbemühungen weiter fortzuführen. Für diese Leistung wurde Hermberg am 11. April 1918 durch König Ludwig III. mit dem Ritterkreuz des Militär-Max-Joseph-Ordens beliehen. Mit der Verleihung war die Erhebung in den persönlichen Adelstand verbunden und er durfte sich nach der Eintragung in die Adelsmatrikel Ritter von Hermberg nennen.
Nach Ende des Krieges, in dem er sich drei Verwundungen zugezogen hatte, kehrte Hermberg in die Heimat zurück, wo er nach der Demobilisierung am 12. April 1919 aus dem Militärdienst entlassen wurde. 
1919 trat er der SPD bei. 1924 wechselte er an die Universität Leipzig, die ihn 1925 zum außerplanmäßigen Professor für Sozial- und Wirtschaftsstatistik ernannte. 1929 berief ihn die Universität Jena zum ordentlichen Professor. Auf eigenen Wunsch ließ sich Paul Hermberg nach dem Regierungsantritt der Nationalsozialisten in den Ruhestand versetzen.
1936 wanderte Hermberg nach Kolumbien aus, wo er für die Regierung tätig war. 1940 gelangte er in die USA und wurde als staatlich angestellter Volkswirt bei der Entwicklung des Marshallplanes beschäftigt. 1946 kehrte er als Angestellter der Abteilung für Handel und Industrie der amerikanischen Militärverwaltung nach Deutschland zurück. Ab 1956 war Hermberg zuerst als Lehrbeauftragter, dann als Honorarprofessor an der FU Berlin tätig und verbrachte seinen Lebensabend in Kalifornien.
Seit 25. August 1923 war Hermberg mit Annemarie, geborene Cobbin verheiratet. Gemeinsam hatten sie vier Kinder.

## Wissenschaftliche Arbeit
Paul Hermberg promovierte 1913 zu Schwankungen in der Bevölkerungsentwicklung seines Geburtsortes bei Ferdinand Tönnies und wurde einer der ersten Assistenten am kurz darauf gegründeten „Königlichen Institut für Weltwirtschaft und Seehandel“, dem späteren Institut für Weltwirtschaft. Als Vorgänger Adolph Löwes baute er die selbständige Institutsabteilung für Statistik auf, während sich der Schwerpunkt seiner Forschungen immer mehr zur statistisch gesicherten Erfassung wirtschaftsbezogener Angaben zur systematischen Aufbereitung der Lohn-, Preis- und Produktionsentwicklung verschob. Neben seiner wissenschaftlichen Lehrtätigkeit leitete Hermberg ab 1924 als Nachfolger Hermann Hellers das Leipziger Amt für Volksbildung.
Als Gegengewicht zur Macht der Wirtschaftsführer forderte Hermberg eine starke Gewerkschaftsmacht. In den letzten Jahren der Weimarer Republik arbeitete Hermberg im linkssozialistischen Kreis mit, der sich um die von Paul Levi gegründete Zeitschrift Klassenkampf gebildet hatte. Er entwickelte ein eher planwirtschaftlich ausgerichtetes Wirtschaftsmodell und befasste sich vor allem mit der Verteilungsorganisation sowie mit der für ihn entscheidenden Frage, ob durch eine planwirtschaftliche Volkswirtschaftslenkung Inflation, Massenarbeitslosigkeit und die daraus folgende Not verhindert werden könnten.

## Werke (Auswahl)
- Die Bevölkerung des Kirchspiels Münsterdorf. Eine Darstellung ihrer Entwicklung mit besonderer Berücksichtigung der Geburten, Dissertation Kiel 1913 (Digitalisat).
- Der Kampf um den Weltmarkt. Handelsstatistisches Material, Fischer, Jena 1920.
- Die Wirtschaft und die Gewerkschaften. Vortrag. Verlagsgesellschaft des Allgemeinen Deutschen Gewerkschaftsbundes. Berlin 1925.
- Volkswirtschaftliche Bilanzen. Handels-, Zahlungs- und Wirtschaftsbilanzen als Masstab volkswirtschaftlicher Erfolgsrechnung. Akademische Verlagsgesellschaft Leipzig 1927 (Probleme des Geld- und Finanzwesens; 5).
- Wie ist proletarische Bildungsarbeit möglich? In: Volkswacht für Schlesien. Organ für die werktätige Bevölkerung. 15. Januar 1930. (pdf)
- (als Hrsg.): Arbeiterbildung und Volkshochschule in der Industriestadt. Erfahrungen aus der Volksbildungsarbeit der Stadt Leipzig, Neuer Breslauer Verlag, Breslau 1932.
- Planwirtschaft. Verlagsgesellschaft des Allgemeinen Deutschen Gewerkschaftsbundes. Berlin 1933.
- The Revival of German Economy and the American Impact. In: The American Review. 2, 1963. S. 146–166.